# Haledon
Haledon est une municipalité américaine située dans le comté de Passaic au New Jersey. Lors du recensement de 2010, sa population est de 8 318 habitants.

## Géographie
Selon le Bureau du recensement des États-Unis, la municipalité s'étend sur 1,16 mille carré (3 km2). Elle est située dans le nord-est du New Jersey, au sein de l'aire métropolitaine de New York.

## Histoire
Le township de Manchester est formé en 1837 à partir du township de Saddle River, passant ainsi du comté de Bergen au comté de Passaic. Dans la deuxième moitié du XIXe siècle, le township perd une grande partie de son territoire au profit de Wayne (1847), Paterson (1854-55), Totowa (1898), Hawthorne (1898), Prospect Park et North Haledon (1901).
En 1908 le township de Manchester, qui se limite alors au district d'Oldham, choisit de devenir un borough et prend le nom de Haledon. Ce nom proviendrait d'une localité anglaise.
On y trouve la maison de Maria et Pietro Botto, qui servit de point de ralliement aux ouvriers lors des grèves de Paterson de 1913,. Haledon est alors dirigée par une maison socialiste, William Bruekmann. La maison est inscrite au Registre national des lieux historiques et accueille aujourd'hui le musée américain du travail.

## Démographie
La population de Haledon est estimée à 8 463 habitants au 1er juillet 2017.
| Groupe                           | Haledon | New Jersey | États-Unis |
| -------------------------------- | ------- | ---------- | ---------- |
| Blancs                           | 69,0    | 72,4       | 76,9       |
| Afro-Américains                  | 6,2     | 15,0       | 13,3       |
| Asiatiques                       | 5,5     | 9,8        | 5,7        |
| Métis                            | 4,6     | 2,2        | 2,6        |
|                                  |         |            |            |
| Hispaniques et Latino-Américains | 43,3    | 20,0       | 17,8       |

Le revenu par habitant était en moyenne de 27 415 dollars par an entre 2012 et 2016, inférieur à la moyenne du New Jersey (37 538 dollars) et à la moyenne nationale (29 829 dollars). Sur cette même période, 13,5 % des habitants de Haledon vivaient sous le seuil de pauvreté (contre 10,4 % dans l'État et 12,7 % à l'échelle des États-Unis).

## Personnalités
- Bruce Baumgartner (1960-), double champion olympique de lutte libre.